# Pinilla de los Barruecos
Pinilla de los Barruecos est une commune d'Espagne dans la communauté autonome de Castille-et-León, province de Burgos. Elle s'étend sur 32,521 km2 et comptait environ 129 habitants en 2011.